# Édouard Hugon
Édouard Hugon (Laffare, 25 août 1867 – Rome, 7 février 1929), prêtre catholique français et religieux dominicain, philosophe et théologien thomiste tenu en haute estime par le Saint-Siège. De 1909 à 1929, il fut professeur au Pontificium Collegium Internationale Angelicum, la future Université pontificale Saint-Thomas-d'Aquin, dite Angelicum et l'auteur reconnu de manuels de théologie et de philosophie appartenant à l'école du thomisme traditionnel.

## Sa petite enfance
Florentin-Louis Hugon naquit le 25 août 1867 à Lafarre (Haute-Loire), petit village de montagne du diocèse du Puy-en-Velay. Il était l'aîné d'une fratrie de treize enfants dont les parents, Florentin et Philomène, étaient de pieux paysans, tous deux décédés saintement.

## Sa formation
Éduqué par une mère pieuse et intelligente, Florentin montra très tôt des dispositions intellectuelles hors du commun. Dès l'âge de quatre ans, il tourmentait déjà sa mère de questions ciblées tirées de l'observation du monde naturel. À l'école, il fut remarqué par sa volonté méthodique et une surprenante facilité intellectuelle. Il connaissait ses prières et son catéchisme bien avant de savoir lire. Dès l'âge de six ou sept ans, il commença à garder le bétail puis à travailler dans les champs.
Florentin entra en février 1882 à l'école apostolique dominicaine de Poitiers, où il effectua des études secondaires brillantes. Il montra un intérêt particulier pour le grec et pour Homère dont il connaissait plusieurs chants de l'Illiade.
À dix-huit ans, en 1884, ayant terminé ses études secondaires, il entra dans l'Ordre des Prêcheurs, à Rijckholt, aux Pays-Bas où s'était réfugié le studium de la province de Lyon.
Le 25 septembre 1885, il reçut l'habit dominicain sous le nom de frère Édouard,. Il prononça ses vœux simples le 13 janvier 1887, puis ses vœux solennels, trois ans plus tard, le 13 janvier 1890 et fut enfin ordonné prêtre le 24 septembre 1892. L'année suivante, il était déjà lecteur en théologie,. Le R. P. Hugon poursuivit alors une carrière de professeur qui dura toute sa vie.

## Sa carrière
Le R. P. Hugon enseigna, en effet, à Rijckholt, aux Pays-Bas, à Rosary Hill, près de New-York, à Poitiers et à Angers en France et de nouveau à Rijckholt. En 1909, le futur Bx R. P. Hyacinthe-Marie Cormier, maître de l'Ordre des Prêcheurs, de 1904 à 1916, éleva le Collège Saint-Thomas d'Aquin de Rome, ou Angelicum, au rang de Collège pontifical et y appela le R. P. Édouard pour y enseigner la théologie dogmatique. Ce dernier s'y trouva en compagnie du R. P. Sadoc Szabó (1869-1956), dominicain hongrois qui devint régent du Collège, et deux autres français de grand talent : le R. P. Réginald Garrigou-Lagrange et le R. P. Thomas Pègues. Le R. P. Hugon demeura à l'Angelicum comme professeur pendant les vingt dernières années de sa vie, de 1909 à 1929. Il y enseigna le dogme, la morale et la casuistique,.
Le R. P. Garrigou-Lagrange témoigna du fait que la science du R. P. Hugon avait un effet salutaire sur l'âme parce qu'elle ne provenait pas seulement d'un besoin naturel de connaître et de l'activité naturelle de l'esprit, mais d'une recherche surnaturelle de Dieu et de l'amour du prochain.
Le R. P. Hugon pratiqua à Rome et en France un apostolat des plus actifs, notamment comme confesseur de nombreuses communautés religieuses, comme prédicateur de retraites et conseiller spirituel, dont témoigne une large correspondance. Il avait le don de faire grandir la confiance et la joie dans les cœurs.
Théologien complet, avec un grand « sens ecclésial », le R. P. Hugon fut appelé à conseiller les papes Pie X, Benoît XV et Pie XI, comme aussi de nombreux instituts réguliers.
Le R. P. Hugon était membre de l'Académie pontificale saint Thomas d'Aquin et examinateur du clergé romain. Il fut nommé par Benoît XV, consulteur de la Congrégation pour l’Église orientale, actuelle Congrégation pour les Églises orientales, le 21 mars 1918. Son rôle fut déterminant dans la proclamation comme docteurs de l'Église de Saint Éphrem le Syrien, le 5 octobre 1920, et de Saint Pierre Canisius, le 21 mai 1925. Il participa également à la canonisation de Sainte Jeanne d'Arc. Le R. P. Hugon fut le principal collaborateur du Cardinal Pietro Gasparri, Secrétaire d'État du Saint-Siège, dans la rédaction de son fameux catéchisme. En 1925, Pie XI demanda au R. P. Hugon de préparer sa future encyclique Quas Primas, sur le Christ-Roi. Sa participation fut également importante dans l'institution de la fête liturgique de Marie-Médiatrice. Il collabora, enfin, aux travaux préparatoires à la reprise du Concile du Vatican.

## Son œuvre
Dès 1904-1907, Le R. P. Hugon publia son cours de philosophie en un manuel étendu mettant en valeur ses qualités de clarté et d'aisance et témoignant, malgré ses limites scolaires, d'un souci d'adaptation aux problèmes contemporains. Il s'agit du Cursus philosophiae thomisticae ad mentem S. Thomae Aquinatis, en six volumes.
Son œuvre théologique se présente sous deux aspects : 
- D'une part un manuel en trois volumes, le Tractatus dogmatici ad modum commentarii in praecipuas quaestiones dogmaticas Summae theologicae divi Thomae Aquinatis, l'un des meilleurs manuels thomistes de l'époque, de même esprit que le manuel de philosophie.
- D'autre part une série de monographies en langue française, proposant un résumé limpide et agréable de la pensée de saint Thomas d'Aquin, fort appréciées du clergé et des fidèles cultivés[4].

Enfin, il produisit quelques opuscules comme, entre autres, La Mère de grâce en 1904 ou La Vierge Prêtre en 1911.
Dès 1897, le R. P. Hugon,fut un collaborateur assidu de la Revue thomiste, quatre ans seulement après sa fondation. Par la suite, il a rassemblé quelques-uns de ses articles en deux ouvrages : les Réponses théologiques à quelques questions d'actualité sur le modernisme en 1908 et les Études sociales et psychologiques, ascétiques et mystiques en 1924.
Son œuvre la plus importante fut peut-être le document connu sous le nom des Vingt-quatre thèses thomistes, présentant ce qui semblait exprimer, à ses yeux, la véritable pensée de saint Thomas d'Aquin. Ce texte fut soumis sur l'ordre de saint Pie X à l'examen de la Sacrée Congrégation des Études . Elle confirma,  que ces thèses contiennent bien la doctrine du saint Docteur de l'Église dans ses lignes principales et qu'elles constituent donc pour le théologien et philosophe catholiques des directives sûres (tutæ normæ directivæ). Ces thèses, publiées le 27 juillet 1914, dans la revue officielle du Saint-Siège et approuvées une seconde fois par Benoît XV en 1916,,, représentent le point culminant de l'effort de l'Église « pour retrouver l'enseignement réel de l'Aquinate, en le purifiant du traditionalisme déformant, d'un caractère trop unilatéral et d'un manque de perspectives historiques ». Pour le commentaire et l'illustration des vingt-quatre thèses, le Saint-Siège eut également recours au R. P. Guido Mattiussi (1852-1925), de la Compagnie de Jésus, l'auteur de l'ouvrage fameux en son temps, Il Veleno Kantiano, où il prouvait que toutes les erreurs modernistes remontent à Kant.
En 1927, le R. P. Hugon publia un exposé des Vingt-quatre thèses thomistes selon la formule du décret de Pie X de 1914.

## Sa vie quotidienne
Le R. P. Hugon se levait tous les jours à quatre heures et demie du matin, célébrait la messe à cinq heures et passait sa matinée à enseigner ou à écrire. L'après-midi, après la récréation commune, il s'appliquait au Chemin de Croix. Il restait fidèle à la récitation quotidienne du chapelet, puis recommençait avec les cours, les examens ou les réunions à la Congrégation pour l'Église Orientale. Selon les témoins, certains jours, il ne passait pas cinq minutes sans recevoir la visite de quelqu'un venu le consulter ou lui demander une faveur. Il ne refusait jamais une mission. Ainsi l'été, après la longue et fatigante période d'examens de juin et juillet, il rejoignait la France, prêchant une retraite après l'autre.

## Ses qualités intellectuelles et morales

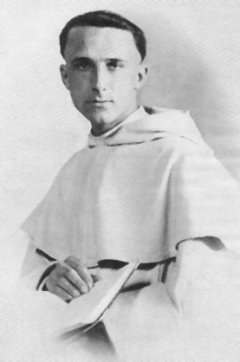
le R. P. Garrigou-Lagrange

La vie religieuse du R. P. Hugon, fortement marquée par la piété de sa mère, fut l'épanouissement de l'éducation qu'il avait reçue. Son intelligence était plus claire que profonde, sa mémoire peu commune. Il possédait la doctrine thomiste et l'exprimait d'une manière équilibrée et accessible.
Le grand philosophe et théologien thomiste Réginald Garrigou-Lagrange affirme qu'après quarante ans d'enseignement de la doctrine de S. Thomas d'Aquin, le R. P. Hugon était devenu un théologien particulièrement complet. Son intelligence saisissait rapidement les principes permettant de clarifier les questions majeures. Pour les résoudre, il revenait toujours aux principes traditionnels qu'il savait exprimer avec une terminologie généralement très exacte, résultat parfois d'un long travail conduit sans effort, grâce à sa mémoire exceptionnelle. Pour avoir enseigné toutes les spécialités de la philosophie et de la théologie dogmatique et morale, le R. P. Hugon n'oubliait rien de ce qu'il avait appris et était capable de bien exposer et défendre tel argument particulier qu'il n'avait pas revu depuis vingt ans. Consulté d'ailleurs régulièrement comme une encyclopédie vivante, il pouvait fournir rapidement une réponse sûre à la plupart des questions de théologie, de casuistique et de droit canonique qui lui étaient soumises.
D'un dévouement sans borne pour l'Église, le R. P. Hugon, aux dires de ses contemporains, faisait preuve d'une bonté et d'une serviabilité inépuisables, d'une bonne humeur constante, et d'une bonhomie qui exerçaient une attraction sur les cœurs,,..

## Sa mort
Selon le R. P. M. Fr. Cazes, la mort du R. P. Hugon, à Rome, le 7 février 1929, fut celle d'un saint : « Il s'y prépara, la voyant venir sans trouble, avec une sérénité et une confiance parfaites. Ses dernières paroles, en baisant le crucifix, ont été : "Deus est." ».